# Уси
Уси́ (кит. упр. 无锡, пиньинь Wúxī) — городской округ в китайской провинции Цзянсу, расположенный в низовьях реки Янцзы.

## Этимология
Уси с китайского переводится как «без олова». В эпоху империи Синь в низовьях Янцзы возник топоним 有錫, что переводится как «с оловом». Современные китайские учёные склоняются к версии, что название не отражает наличие олова в районе, а происходит либо от старой формы языка юэ, либо от старой формы одного из тай-кадайских языков.

## География

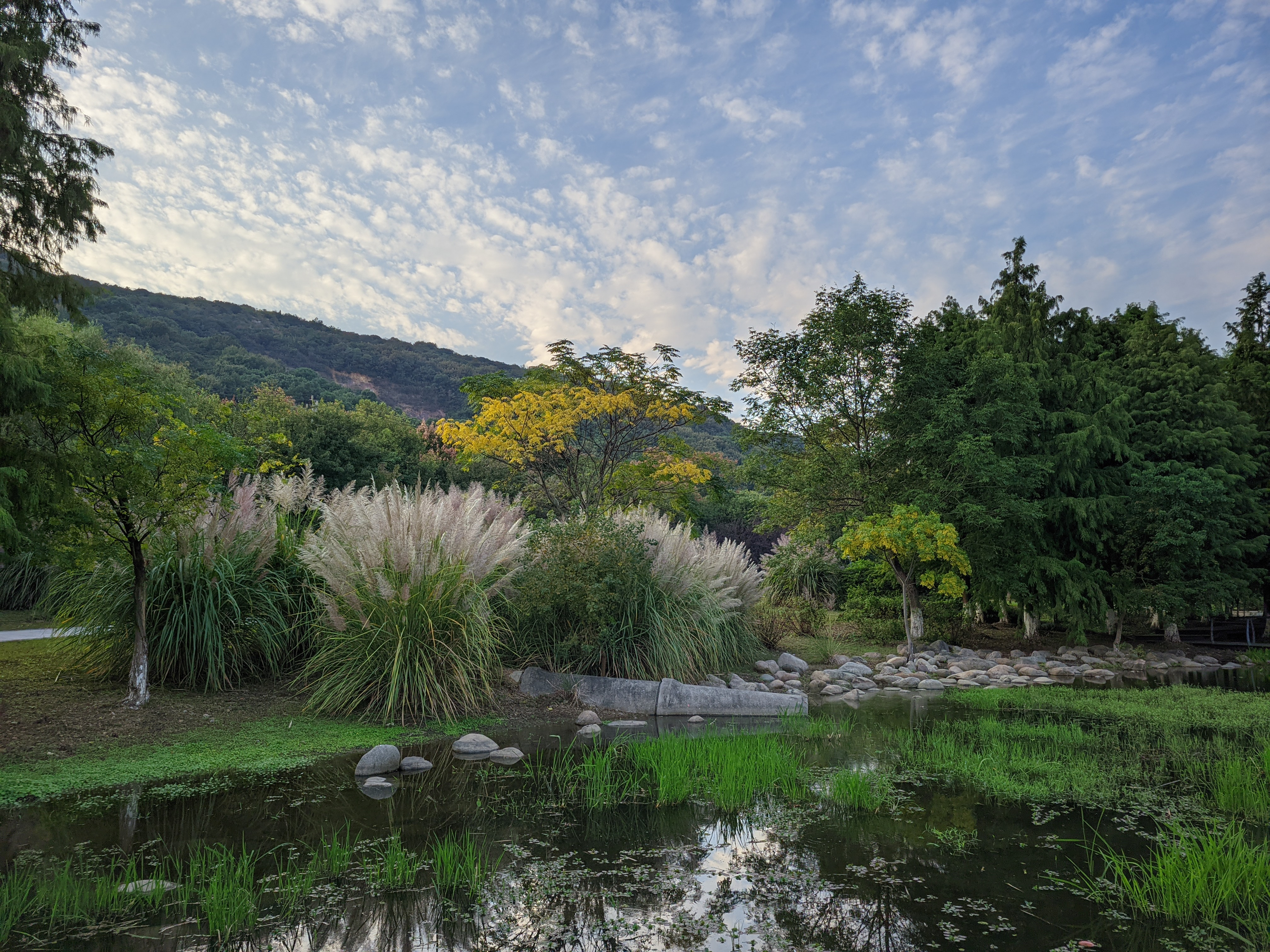
Парк Чангуанси

Уси расположен в бассейне реки Янцзы, в 135-ти километрах к северо-западу от центра Шанхая. К югу от городского центра находится известное озеро Тайху. За исключением юго-запада, рельеф округа преимущественно равнинный. 
На востоке Уси граничит с Сучжоу, на севере — с Тайчжоу, на западе — с Чанчжоу, на юге — с Хучжоу. 

### Климат
Город расположен в тропической климатической зоне. Климат мягкий и влажный. Среднегодовая температура +16°C.

### Флора и фауна
В национальном заболоченном заповеднике Лянхун обитают 115 видов птиц, в том числе овсянка-ремез, пустельга, малая шпорцевая кукушка и малый перепелятник. В национальном заболоченном парке Чангуанси под охраной находится 10-километровый канал, соединяющий озёра Лиху и Тайху. Вдоль канала растут лотосы, красная ряска, тростник и красный клён. 
В местных озёрах и реках водятся различные виды морепродуктов: сельдь, кефаль, белая рыба, крабы и креветки.

## История

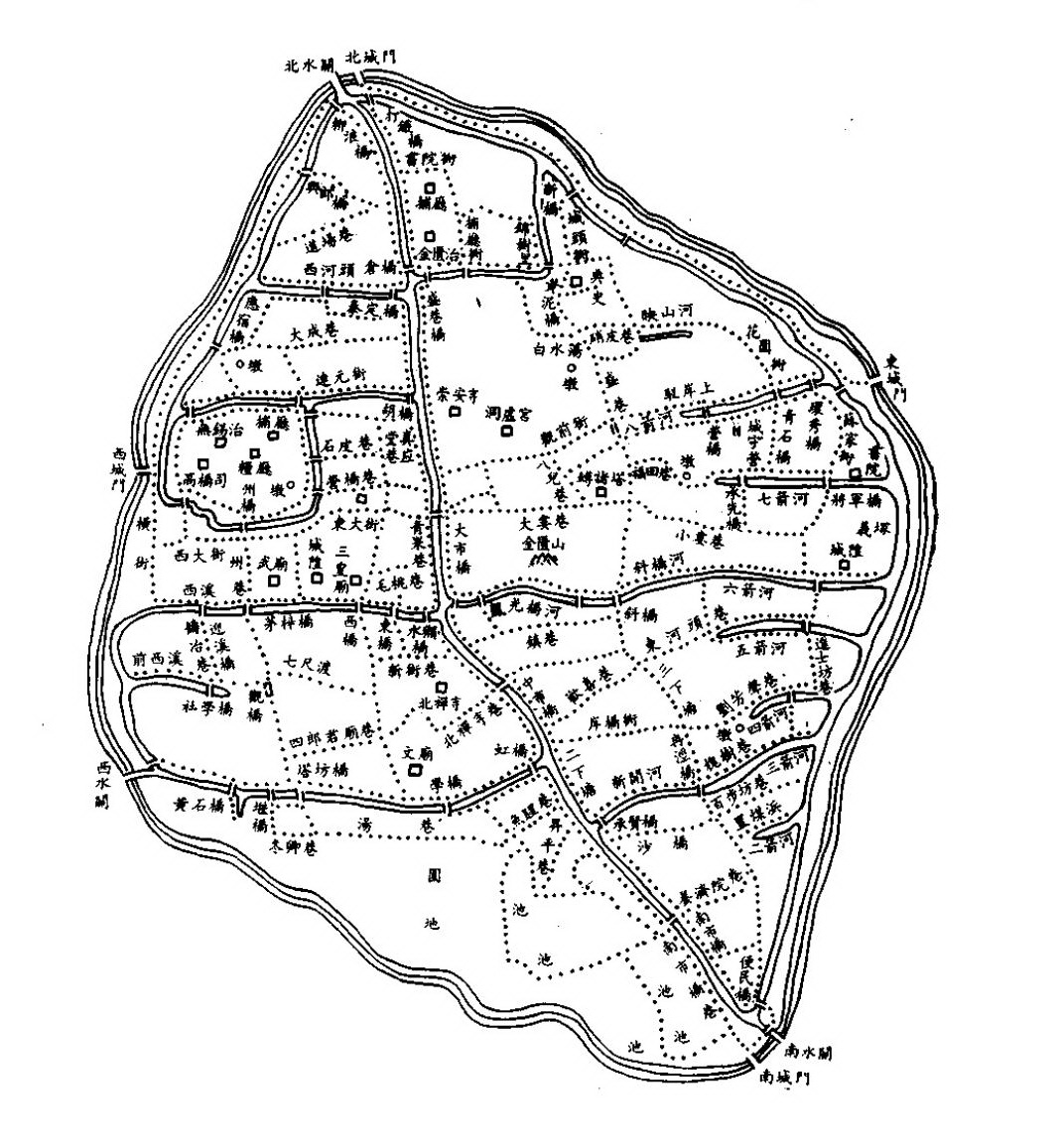
Карта Уси 1881 года

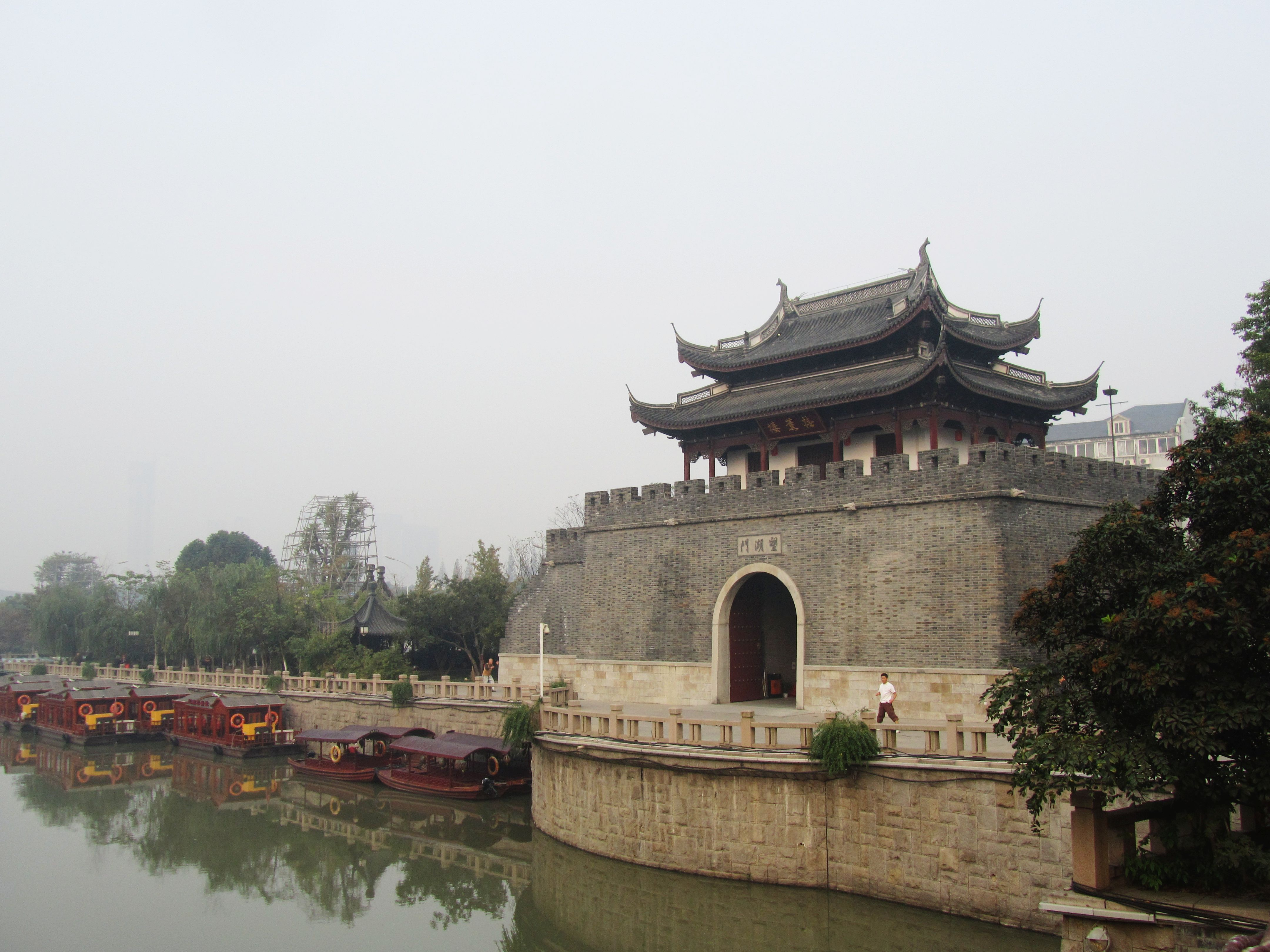
Городские ворота Ванху

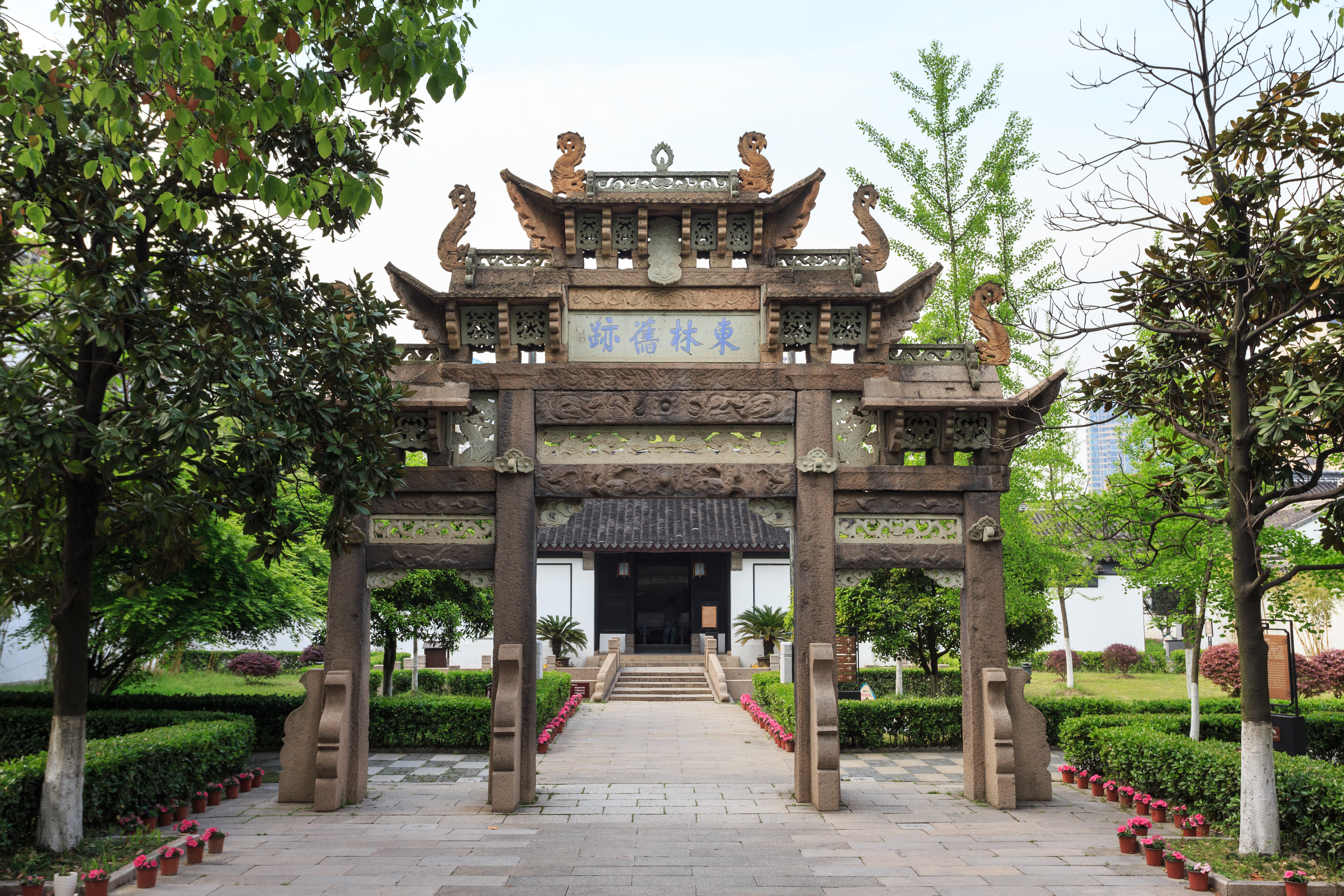
Академия Дунлинь

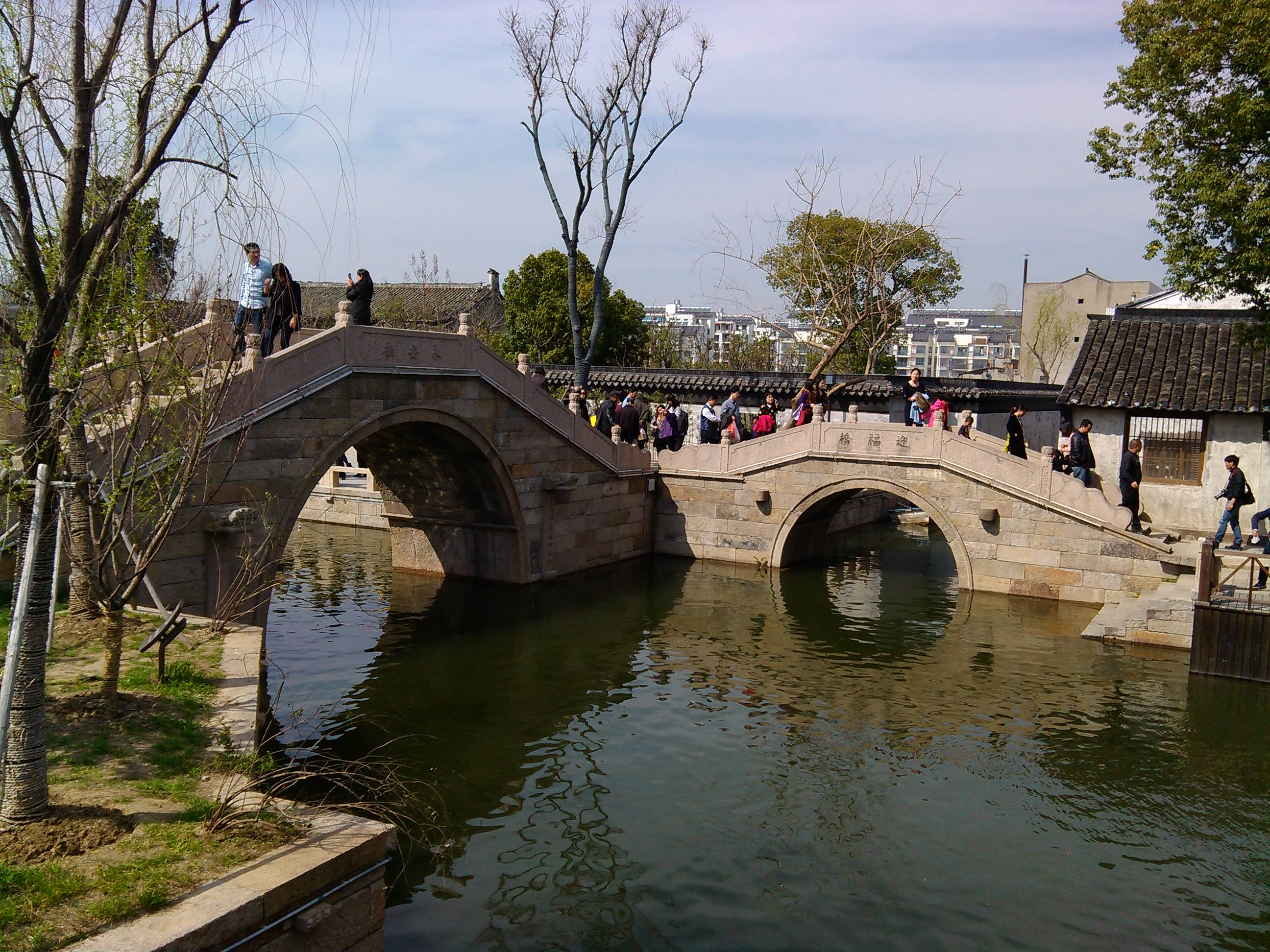
Квартал Данкоу в районе Сишань

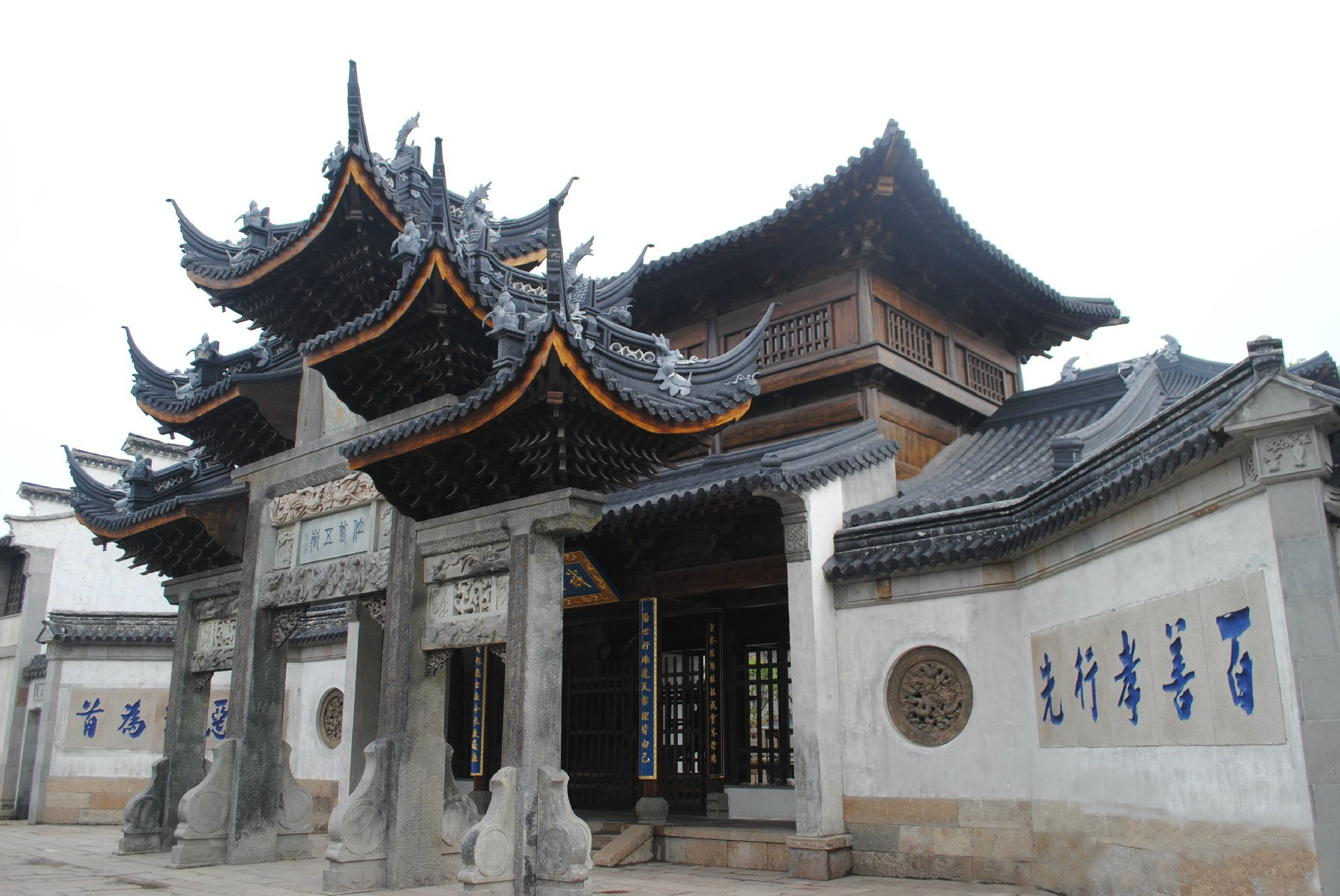
Даосский храм в районе Хуэйшань

Ещё в эпоху династии Шан военачальник Тайбо (старший сын правителя чжоусцев Даньфу, также известного как Тай-ван) основал в этих местах поселение Мэйли (на его месте в настоящее время находится деревня Мэйцунь); его домен получил название Цзюйу (句吴). После того, как чжоусцы свергли власть шанцев (1046 до н. э.), в связи с тем, что у Тайбо не было сыновей, У-ван сделал правителем этих мест Чжоучжана, который был потомком в пятом поколении Чжунсюна — второго сына Даньфу. Так было положено начало царству У, первой столицей которого стал Мэйли (позже столица У была перенесена в соседний Сучжоу). По результатам раскопок на месте руин древнего Мэйли, в периоды Шан и Чуньцю на территории современного Уси процветали торговля, производство керамики и тканей. В 473 до н. э. царство У было завоёвано армией царства Юэ.
Во времена империи Хань в 202 году до н. э. был создан уезд Уси (无锡县). Во времена диктатуры Ван Мана название Уси («нет олова») было в 9 году заменено на Юси (有锡, «есть олово»), однако после восстановления империи Хань уезду было в 25 году возвращено название Уси. В эпоху Троецарствия уезд был расформирован, однако после повторного объединения страны под властью империи Цзинь уезд был в 280 году создан вновь (долгое время в административном отношении он подчинялся округу Пилин).
После завершения строительства Великого Китайского канала в период империи Сун началось активное судоходство между реками Янцзы и Хуайхэ (конечным портом канала на севере был Пекин, а на юге — Ханчжоу). В Уси стали стекаться торговцы рисом и шёлком из северных районов страны. Уси стал постепенно превращаться в один из значимых коммерческих центров юга Китая.
Во времена монгольской империи Юань уезд был в 1295 году поднят в статусе — так появилась область Уси (无锡州). После установления китайской империи Мин область была в 1369 году понижена в статусе и вновь стала уездом. В последующие эпохи Мин и Цин Уси приобрёл статус всекитайского центра производства риса, шёлка и тканей. В 1604 году философ Гу Сяньчэн вместе с несколькими учёными восстановил в Уси академию Дунлинь, первоначально основанную во времена династии Сун. Академия пропагандировала строгие конфуцианские ценности, среди её членов преобладали бывшие чиновники.  
В 1724 году густонаселённый уезд Уси был разделён на два более мелких уезда — Уси и Цзинькуй (金匮县) — которые, однако, управлялись из одного и того же центра. Во время Тайпинского восстания Уси и Цзинькуй были опустошены и потеряли около 2/3 населения. После того, как соседние порты Шанхай, Чжэньцзян и Нанкин были открыты для внешней торговли, Уси превратился в крупный центр текстильной промышленности (его фабрики специализировались на выпуске шёлковых и хлопчатобумажных тканей). После постройки железных дорог в Шанхай и Нанкин роль Уси в экспорте риса ещё более возросла.    
В конце XIX — начале XX века многие крестьяне и торговцы переселялись из Уси в Шанхай. Во время Синьхайской революции в Цзинькуе было образовано военное правительство, и два уезда были вновь объединены в единый уезд Уси. К 1937 году Уси по объёмам промышленного производства становится третьим городом в стране, а также крупнейшим в Китае центром рисоводства и рисовой торговли. Из-за своего статуса крупного экспортёра риса и шёлковых тканей Уси получил прозвище «младший Шанхай».
В 1949 году, когда в ходе гражданской войны эти места перешли под контроль китайских коммунистов, урбанизированная часть уезда Уси была выделена в отдельный город Уси. Для управления освобождёнными территориями бывшей гоминьдановской провинции Цзянсу, расположенными южнее реки Янцзы, коммунистами был 26 апреля 1949 года образован Специальный административный район Сунань, власти которого разместились в городе Уси. Сам город Уси был подчинён напрямую властям Специального административного района, а уезд Уси вошёл в состав соседнего Специального района Чанчжоу (常州专区). 
После окончания гражданской войны значение Уси как экономического центра всего Китая уменьшилось, но он остался важным региональным промышленным и транспортным узлом. В 1953 году была образована провинция Цзянсу, и город Уси стал городом провинциального подчинения, а уезд Уси после расформирования Специального района Чанчжоу перешёл в состав Специального района Сучжоу (苏州专区). В 1958 году уезд Уси перешёл в подчинение властям города Уси, но в 1962 году был возвращён в состав Специального района Сучжоу.
В 1983 году был образован городской округ Уси, в состав которого вошли 4 района бывшего города Уси, 2 уезда бывшего округа Сучжоу и 2 уезда бывшего округа Чжэньцзян. В 1987 году уезды Цзянъинь и Исин были преобразованы в городские уезды. В 1995 году уезд Уси был преобразован в городской уезд Сишань. В 2000 году городской уезд Сишань был расформирован, а вместо него были образованы районы Сишань и Хуэйшань; также был расформирован район Машань, а Пригородный район был переименован в район Биньху.
В 2001 году в результате слияния нескольких колледжей был образован университет Цзяннань. В 2014 году была введена в эксплуатацию первая линия метрополитена Уси. В 2015 году районы Чунъань, Наньчан и Бэйтан были объединены в район Лянси, а из части территорий районов Биньху и Сишань был создан район Синьу.

## Население

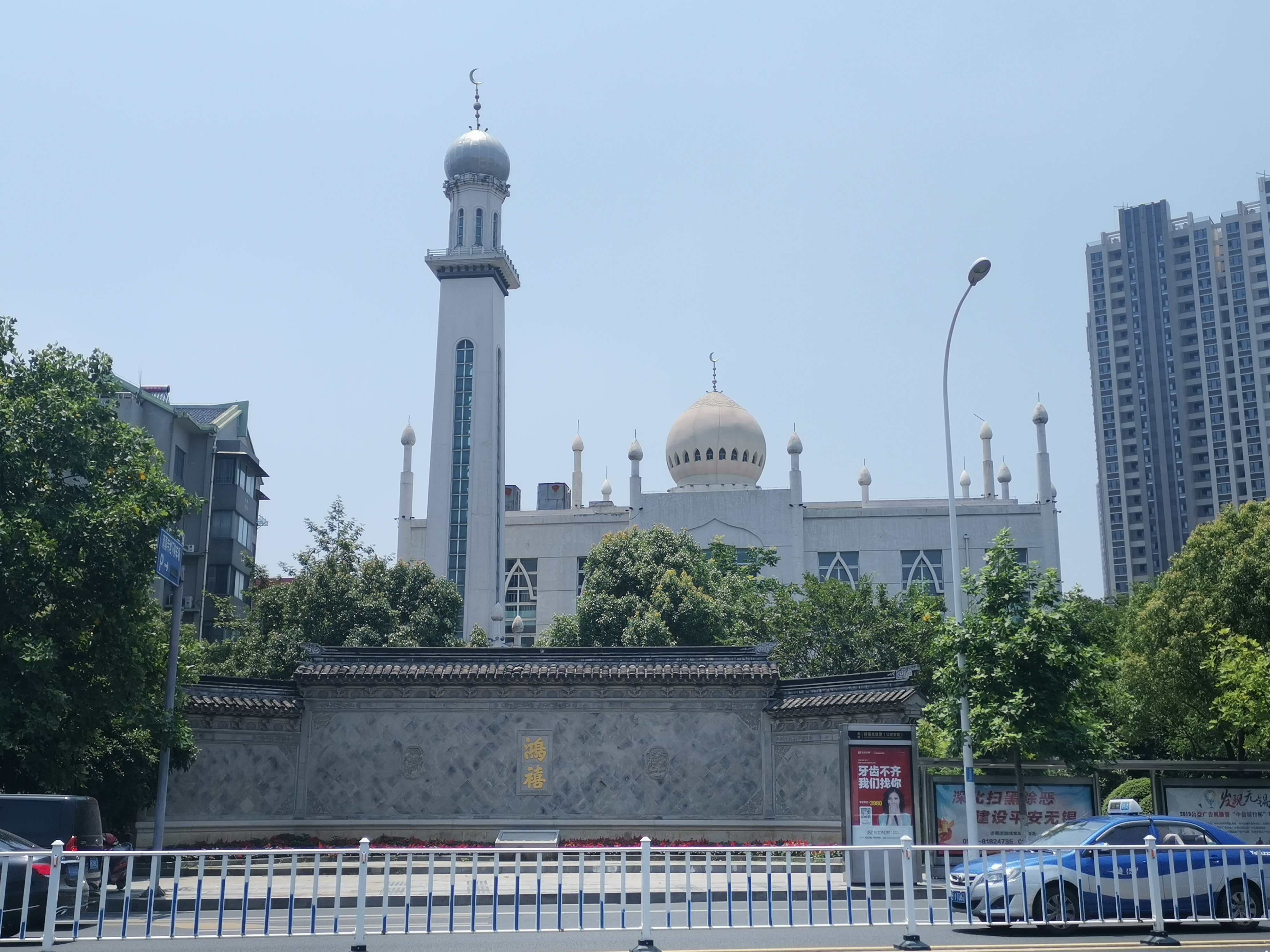
Мечеть в Уси

Наиболее плотно заселена центральная урбанизированная зона (районы Лянси, Биньху и Синьу, а также прилегающие к ним части районов Хуэйшань и Сишань). На окраинах преобладает сельская местность с вкраплениями деревень и зон новостроек (уезды Цзянъинь и Исин).
Подавляющее большинство населения округа составляют ханьцы, кроме них проживают незначительные общины хуэй и мяо. Коренные жители Уси говорят на локальном диалекте Уси или на диалекте Сучжоу, а трудовые мигранты из Северного и Западного Китая — на своих диалектах севернокитайского.
Основная часть верующих китайцев исповедует буддизм, даосизм и народную религию. Кроме того, городе имеются значительные общины мусульман, католиков и протестантов.

## Административно-территориальное деление
Городской округ Уси делится на 5 районов городского подчинения и 2 городских уезда:
| Карта                                            | Статус         | Название | Иероглифы | Пиньинь      | Площадь (км²) | Население (2013) |
| ------------------------------------------------ | -------------- | -------- | --------- | ------------ | ------------- | ---------------- |
| Лянси Сишань Хуэйшань Биньху Синьу Цзянъинь Исин | Район          | Лянси    | 梁溪区    | Liángxī qū   | 66            | 1 014 000        |
| Лянси Сишань Хуэйшань Биньху Синьу Цзянъинь Исин | Район          | Биньху   | 滨湖区    | Bīnhú qū     | 789           | 695 000          |
| Лянси Сишань Хуэйшань Биньху Синьу Цзянъинь Исин | Район          | Синьу    | 新吴区    | Xīnwú qū     | 220           | 550 000          |
| Лянси Сишань Хуэйшань Биньху Синьу Цзянъинь Исин | Район          | Сишань   | 锡山区    | Xīshān qū    | 457           | 476 000          |
| Лянси Сишань Хуэйшань Биньху Синьу Цзянъинь Исин | Район          | Хуэйшань | 惠山区    | Huìshān qū   | 325           | 425 000          |
| Лянси Сишань Хуэйшань Биньху Синьу Цзянъинь Исин | Городской уезд | Цзянъинь | 江阴市    | Jiāngyīn shì | 986           | 1 212 000        |
| Лянси Сишань Хуэйшань Биньху Синьу Цзянъинь Исин | Городской уезд | Исин     | 宜兴市    | Yíxīng shì   | 107           | 1 248 000        |

## Экономика

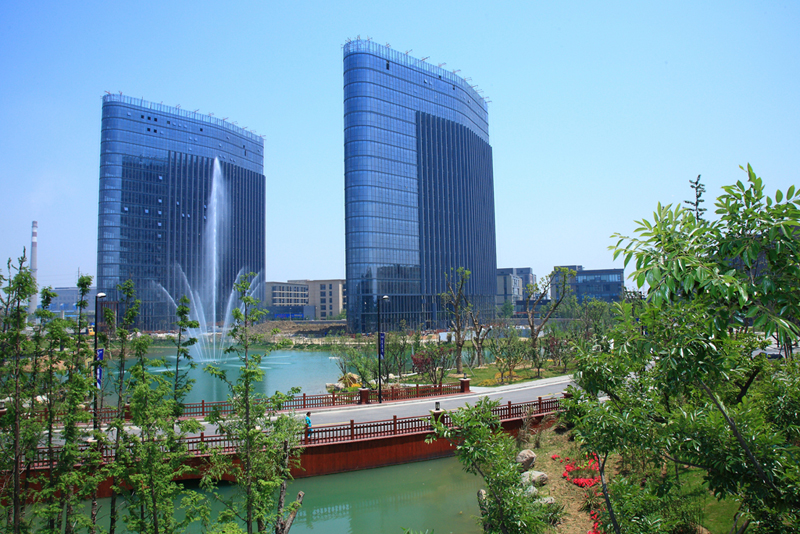
Национальный парк программного обеспечения

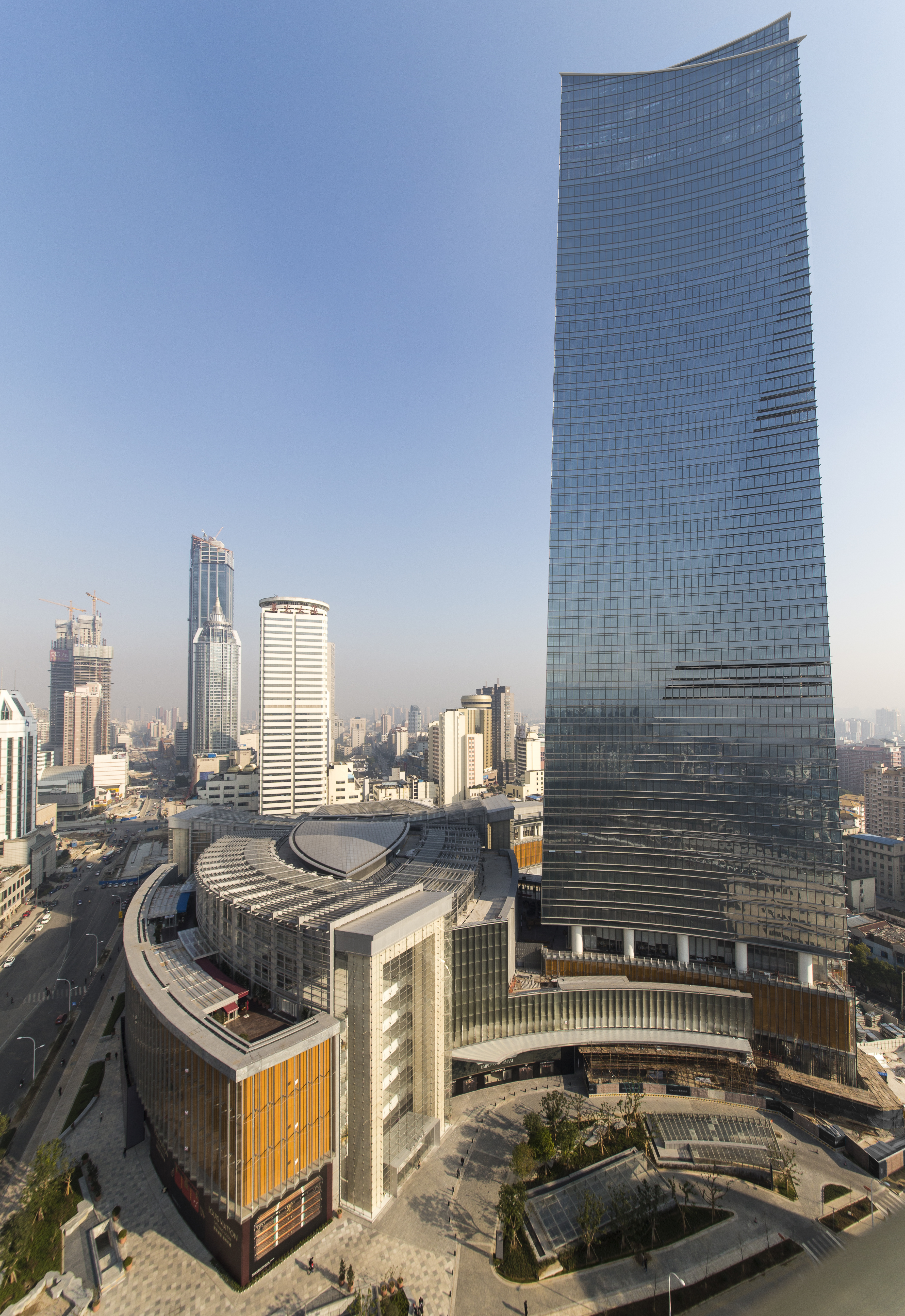
Center 66

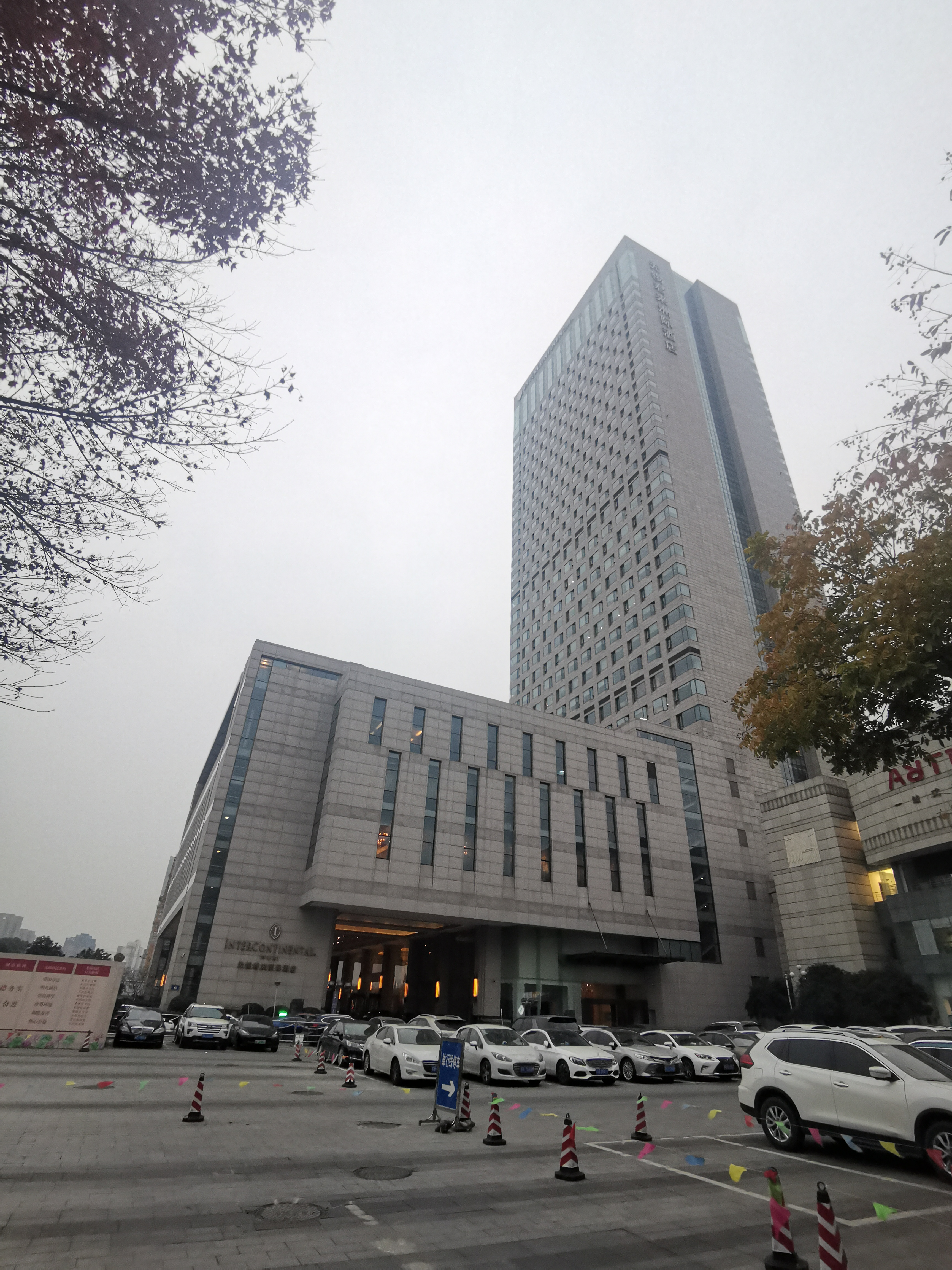
Отель InterContinental

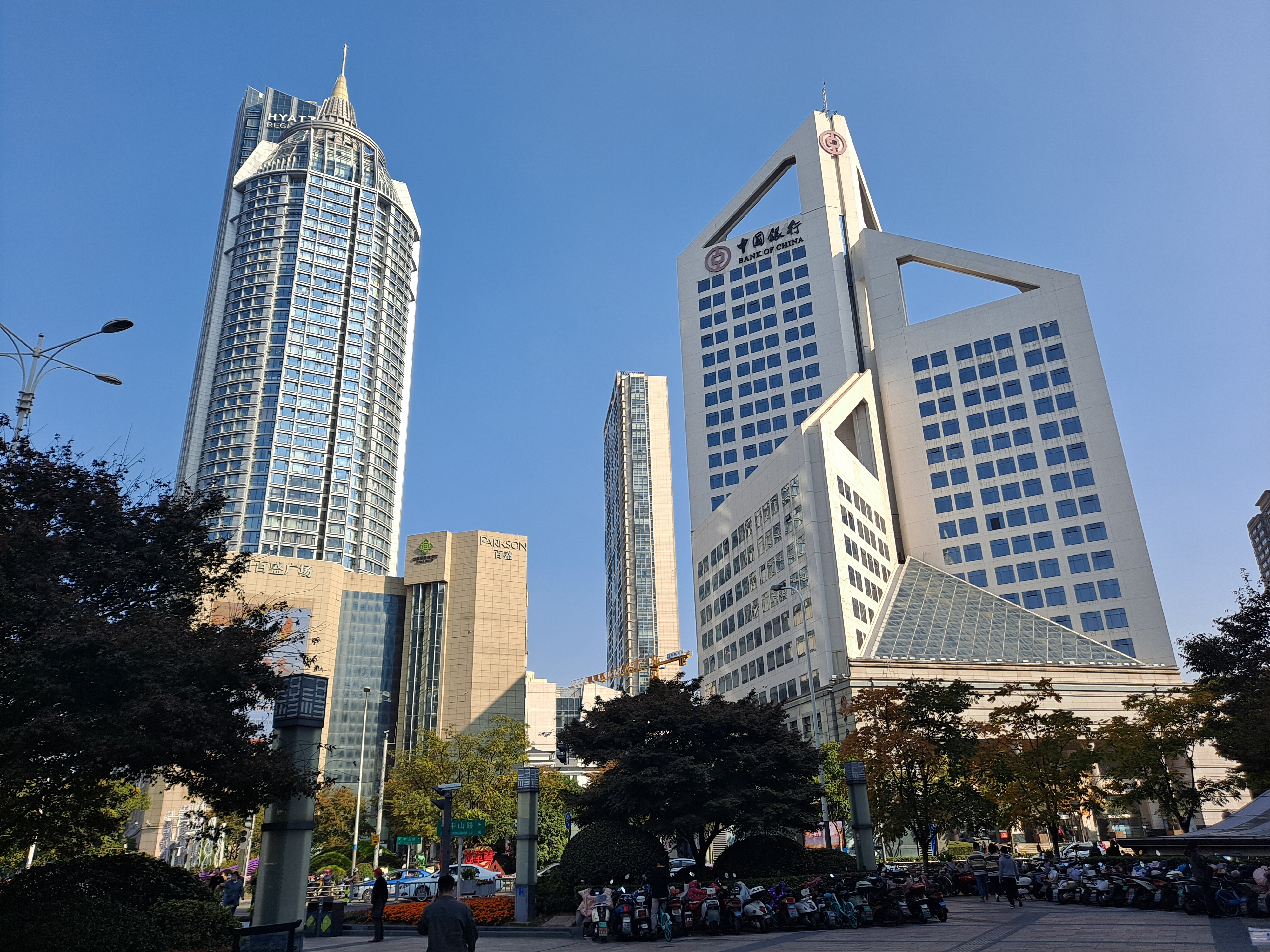
Sanyang Plaza

Уси входит в престижный Клуб городов-триллионников и ежегодный рейтинг интеллектуальных городов  мира. Основу экономики Уси составляют компании цифрового сектора (особенно работающие в сфере интернета вещей, электронной коммерции, сенсорных сетей, облачных вычислений, больших данных и программного обеспечения), предприятия по производству электроники, текстиля, стройматериалов, а также предприятия машиностроительной, приборостроительной, металлургической, фармацевтической и лёгкой промышленности. В городе действует один из важнейших в стране IT-парков — Национальный парк программного обеспечения. 
Уси — центр важного сельскохозяйственного района: здесь выращивают рис, овощи, персики и чай, развиты свиноводство и шелководство. Кроме того, Уси — один из наиболее крупных центров пресноводного рыболовства Китая. В Исине добывают глину и развита керамическая промышленность.
Важное значение имеет линия электропередачи напряжением 500 кВ Тайчжоу — Уси.
По состоянию на 2021 год ВВП на душу населения составил 187 400 юаней. По итогам 2023 года валовой региональный продукт Уси превысил 1,5 трлн юаней (около 210 млрд долл. США).    

### Промышленность
Уси является одним из крупнейших в Китае центров производства полупроводников и микрочипов (заводы компаний SK Hynix, Infineon Technologies, Lite-On, China Resources Microelectronics и Creative Sensor), электромоторов, велосипедов, тормозных систем и солнечных панелей.
В Уси базируются компании JCET Group (полупроводники), Suntech Power, Shangji Automation и Jetion Holdings (солнечные панели и комплектующие для них), Huada Motors и Hongtai Motor (электромоторы), Yadea и Xiaodao New Energy (электроскутеры, электровелосипеды и электросамокаты), Hodo Group и Heilan Group (одежда и медицинские маски). 
Также здесь расположены автосборочный завод SAIC Maxus Automotive, автобусный завод FAW Bus and Coach, завод дизельных двигателей FAW Group, завод автокомплектующих Bosch, заводы аккумуляторов и ветрогенераторов Envision Group, завод бойлеров Vaillant Group, завод стиральных машин Wuxi Little Swan, завод текстильного оборудования Van De Wiele, металлургические заводы CITIC Pacific Special Steel Group, Wuxi Zhongcai Corporation и Yixing Xinxing Zirconium, фармацевтические и биомедицинские заводы WuXi PharmaTech, AstraZeneca, Merck Life Sciences, Pfizer и General Medicine, завод кремниевых пластин LONGi.

### Информационные технологии
По итогам 2018 года выручка Уси в секторе интернета вещей составила 263,8 млрд юаней (около 37,6 млрд долл. США), что на 23,7 % больше, чем в 2017 году. Оборот Уси в секторе интернета вещей составляет почти половину оборота провинции Цзянсу в этом секторе.

### Строительство и недвижимость
Уси входит в число 15 крупнейших рынков недвижимости Китая. Ежегодно в городе Уси строят значительные объёмы офисной, торговой и жилой недвижимости. Среди самых высоких зданий города — Wuxi IFS (339 м), Suning Plaza (328 м), Longxi International Hotel (328 м), Maoye City (304 м), Yunfu Tower (249 м) и Center 66 (245 м). В Уси базируется компания Springland International (сеть торговых центров и супермаркетов).

### Туризм
Многочисленных туристов привлекают в Уси старинная архитектура, местная кухня, народные промыслы и цветение вишни вокруг озера Тайху.
Большое значение имеет деловой туризм, в том числе проведение международных выставок, конференций, семинаров и культурных фестивалей (среди крупнейших — Всемирная выставка интернета вещей и Китайский гастрономический фестиваль). Крупнейшим выставочным комплексом является Международный экспо-центр «Уси Тайху» (Wuxi Taihu International Expo Center).
В Уси представлены крупнейшие гостиничные сети мира, в том числе Crowne Plaza, InterContinental, Sheraton, Marriott, Hyatt Regency, Radisson Blu, DoubleTree, Pullman, The Ascott, Courtyard и Holiday Inn.

### Сельское хозяйство
Посёлок Яншань является крупным центром выращивания и переработки персиков (в 2023 году оборот сектора превысил 2 млрд юаней; было произведено 36 тыс. тонн персиков стоимостью около 900 млн юаней). Из персиков производят напитки и косметику, а из древесины и косточек — изделия художественных промыслов. Кроме того, в 2023 году Яншань принял более 2 млн туристов, что принесло посёлку 1,58 млрд юаней.

### Зонирование
В Уси расположено несколько зон экономического и технологического развития. Среди крупнейших промышленных парков:
- Wuxi National Hi-tech Industry Development Zone (Синьу)
- Wuxi (Taihu) International Science Park (Синьу)
- Wuxi Airport Industrial Park (Синьу)
- Wuxi New Area Life Science Park (Синьу)
- Wuxi Industry Exhibition Park (Биньху)

Wuxi National Hi-tech Industry Development Zone активно развивает сектор биомедицины и фармацевтики. По итогам 2021 году оборот сектора биомедицины в Уси достиг 140,9 млрд юаней (около 21 млрд долл. США), увеличившись на 20 % в годовом выражении.

## Транспорт

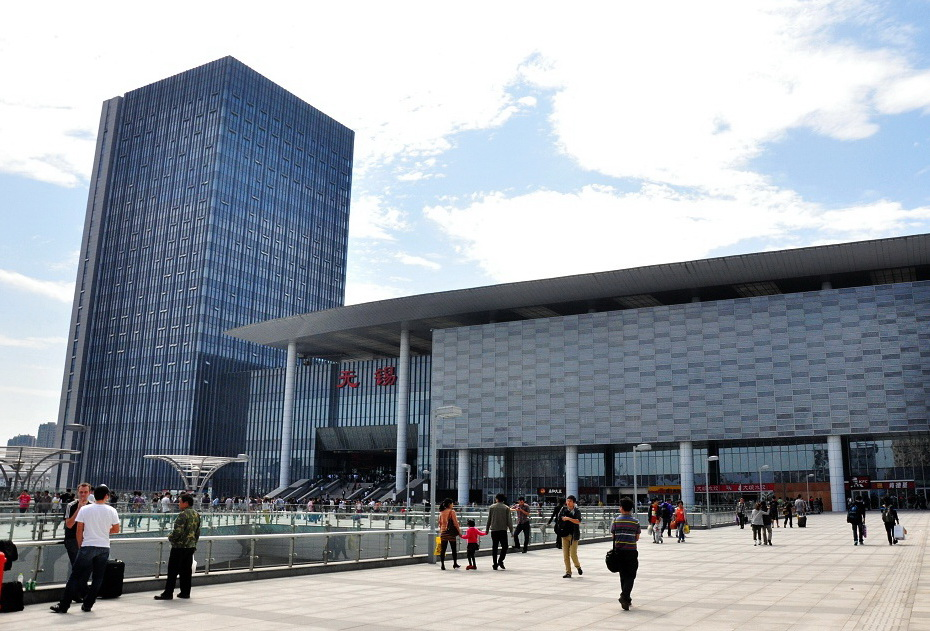
Вокзал Уси

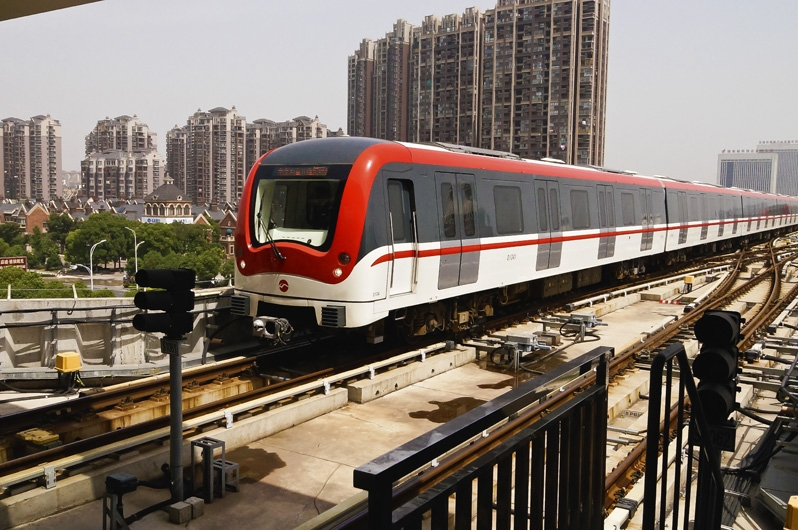
Первая линия метро

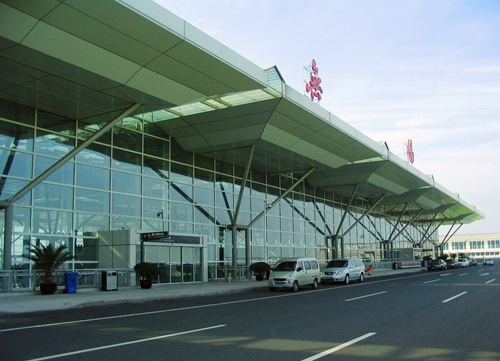
Аэропорт

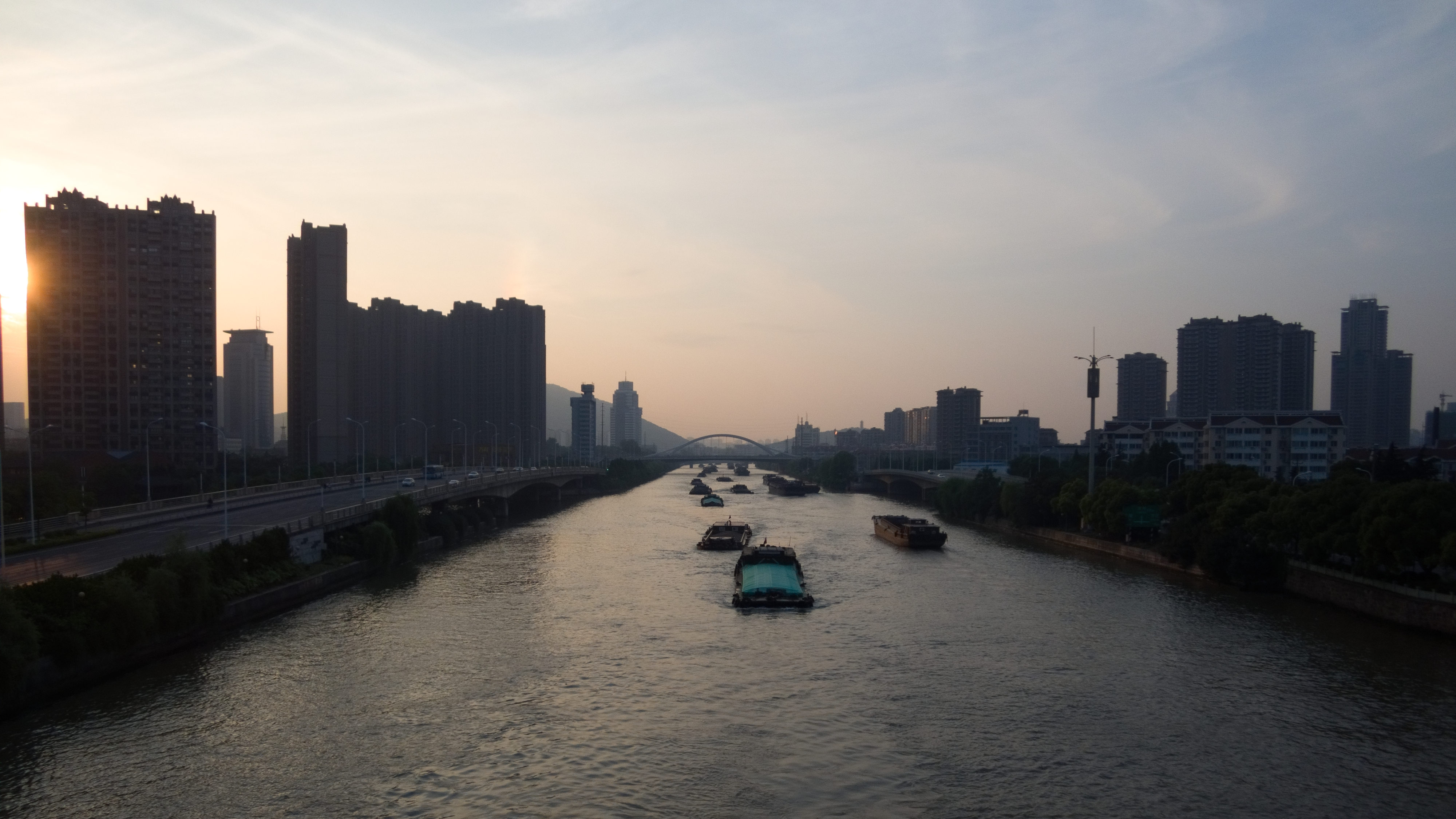
Судоходство в Уси

Уси является крупным центром автомобильного, железнодорожного, авиационного и речного транспорта. 

### Автомобильный
Через Уси проходят скоростные автомагистрали Пекин — Шанхай (G2), Шанхай — Чэнду (G42) и Шанхай — Нанкин, автомагистрали национального значения Годао 104 и Годао 312, сеть дорог провинциального значения (включая скоростные автомагистрали S19, S48 и S82). В пределах Уси расположен 3-километровый автомобильный мост Цзянъинь через реку Янцзы. 
Общественный транспорт города представлен обширной сетью автобусных маршрутов, а также несколькими сервисами такси.

### Рельсовый
Через территорию Уси проходят высокоскоростные железные дороги Пекин — Шанхай и Шанхай — Нанкин. Главными пассажирскими станциями городского округа являются вокзал Уси, вокзал Уси-Синьцю, вокзал Усидун (Уси Восточный) и вокзал Хуэйшань.
В июле 2014 года открылась 1-я линия метрополитена (Уси стал 22-м городом материкового Китая и третьим городом провинции Цзянсу, где эксплуатируется метро), в декабре 2014 года — 2-я линия, в октябре 2020 года — 3-я линия, в декабре 2021 года — 4-я линия, в 2024 году – междугородняя линия S1. В 2016 году метро Уси перевезло почти 81,5 млн пассажиров. По состоянию на 2020 год метро Уси имело 115 км путей и 87 станций, по состоянию на 2024 год — 145 км путей и 97 станций. 16 февраля 2024 года среднесуточный пассажиропоток метрополитена Уси достиг рекордного уровня, превысив 1,4 млн пассажиров.
Важное значение имеют грузовые перевозки между Уси и странами Центральной Азии и Западной Европы. Главным перегрузочным узлом является логистический парк Западного вокзала Уси.

### Авиационный
В 2004 году в районе Синьу на территории местной авиабазы открылся международный аэропорт «Сунань Шофан», который обслуживает Уси и Сучжоу. Из аэропорта совершаются регулярные авиарейсы в крупнейшие города материкового Китая, а также в Гонконг, Сингапур и Манилу.
По состоянию на 2018 год аэропорт Сунань Шуофан обслужил более 7,2 млн пассажиров и 123,8 тыс. тонн грузов.

### Водный
В Уси проходит часть Великого Китайского канала (41 км). Недалеко от центра города находятся речные порты Цзянъинь и Чжанцзяган. Благодаря дноуглубительным работам на реке Янцзы до Уси могут подниматься морские суда дедвейтом до 200 тыс тонн.

## Образование
В Уси функционирует несколько высших учебных заведений: 
- Университет Цзяннань
- Университет Тайху
- Технологический институт Уси
- Высший профессионально-технический колледж Уси

## Наука
В Уси расположены один из семи национальных суперкомпьютерных центров Китая (место базирования Sunway TaihuLight), Институт кораблестроения № 702. Кроме государственных научно-исследовательских учреждений в Уси базируется несколько крупных центров и лабораторий частных компаний, в том числе Audi.

## Здравоохранение
Основу здравоохранения Уси составляют народные больницы — Первая, Вторая, Третья и Четвёртая.

## Культура

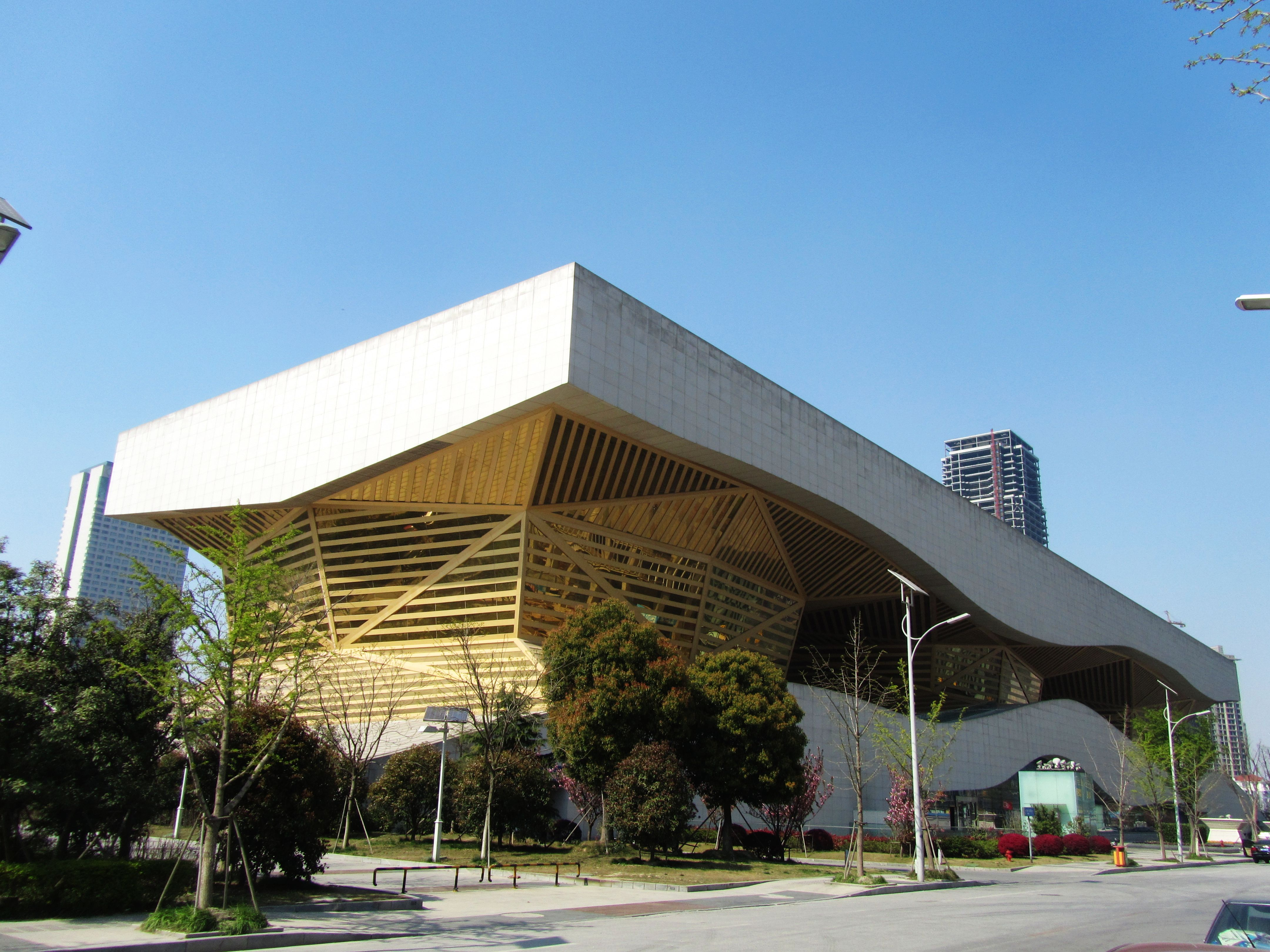
Музей Уси

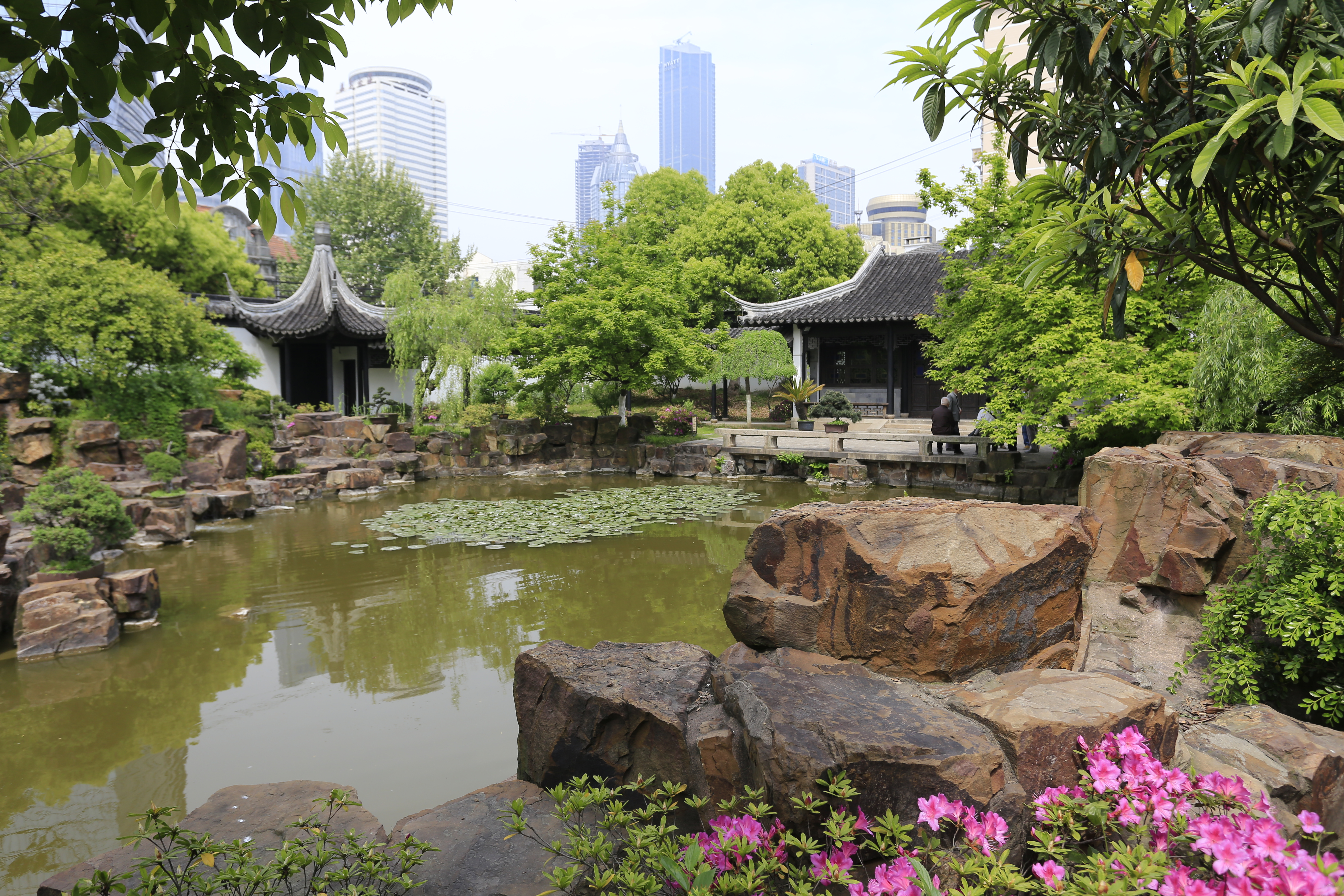
Бывшая резиденция Сю Фучэна

Уси — один из наиболее важных культурных центров региона Цзяннань. Особенно он славится своей уникальной керамикой, известной ещё со времён династии Мин. Район Хуэйшань знаменит на весь Китай своими мастерами, которые изготавливают глиняные статуэтки животных из чёрной глины горы Хуэйшань. Уезд Исин известен своими цветными глиняными чайниками. 

### Музеи
- Музей Уси, расположенный в районе Лянси, славится богатой коллекцией древней керамики, статуэток, рукописей, карт и пушек династии Цин.
  - Музею Уси подчиняются Китайский национальный музей промышленности и коммерции (Уси), Музей древних каменных надписей (Уси), Художественный музей Чэнцзи, музей живописи Чжоу Хуайминя и бывшая резиденция Чжана Вэньтяня[49].
- Музей живописи и каллиграфии (или Художественный музей Уси)[50].
- Музей китайских глиняных статуэток.
- Археологический музей Хуншань[51].
- Военно-культурный музей Цзянъинь.
- Региональное отделение Геологического музея провинции Цзянсу.
- Бывшая резиденция Сю Фучэна[52].

### Кухня
К классическим блюдам кухни Уси относятся жареный хрустящий угорь, жаренные лапша-рыба и китайский окунь, жареные свиные рёбрышки под различными соусами, жареная курица, суп с тофу и морепродуктами, круглые хуэйшаньские димсам с кунжутом. На десерт в Уси подают чай, ананасовый хлеб и персики.  

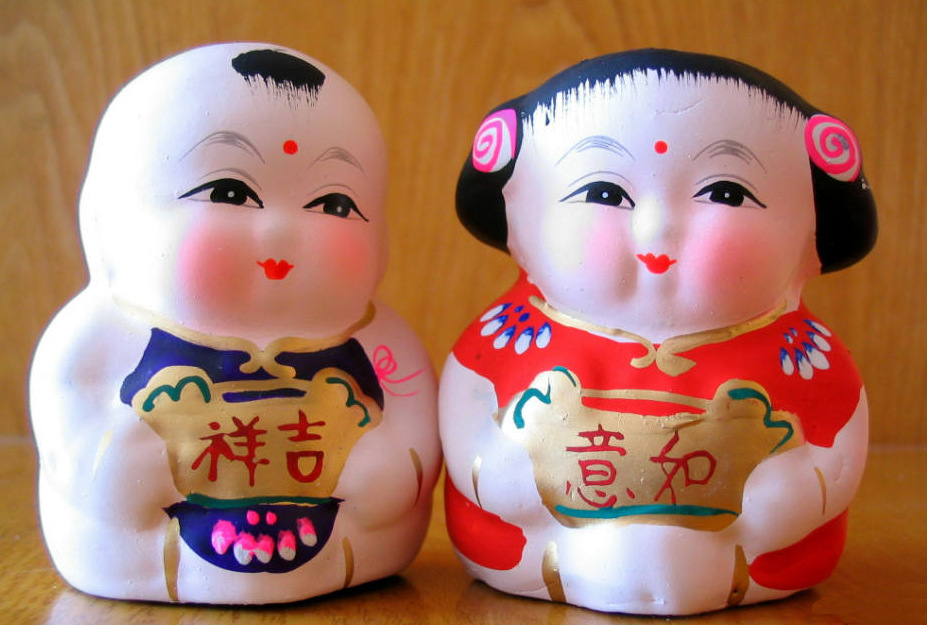
Хуэйшаньские статуэтки
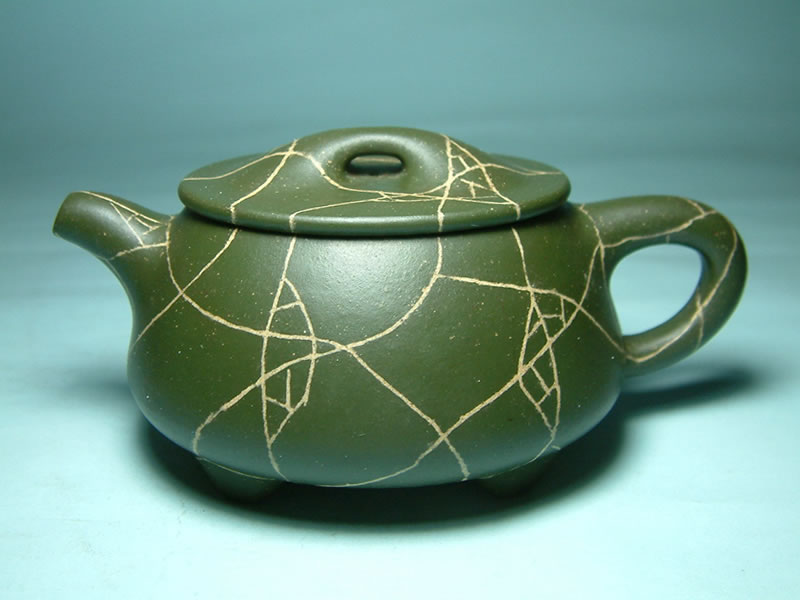
Исинский чайник
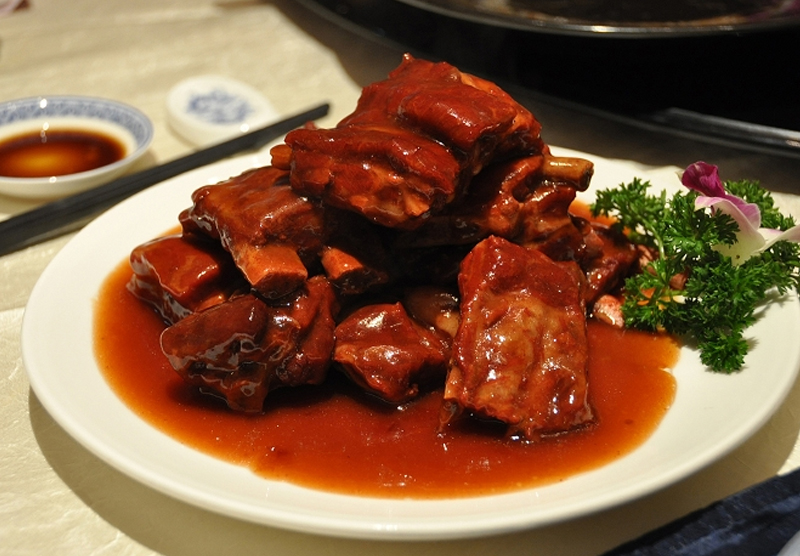
Свиные рёбрышки

## Достопримечательности

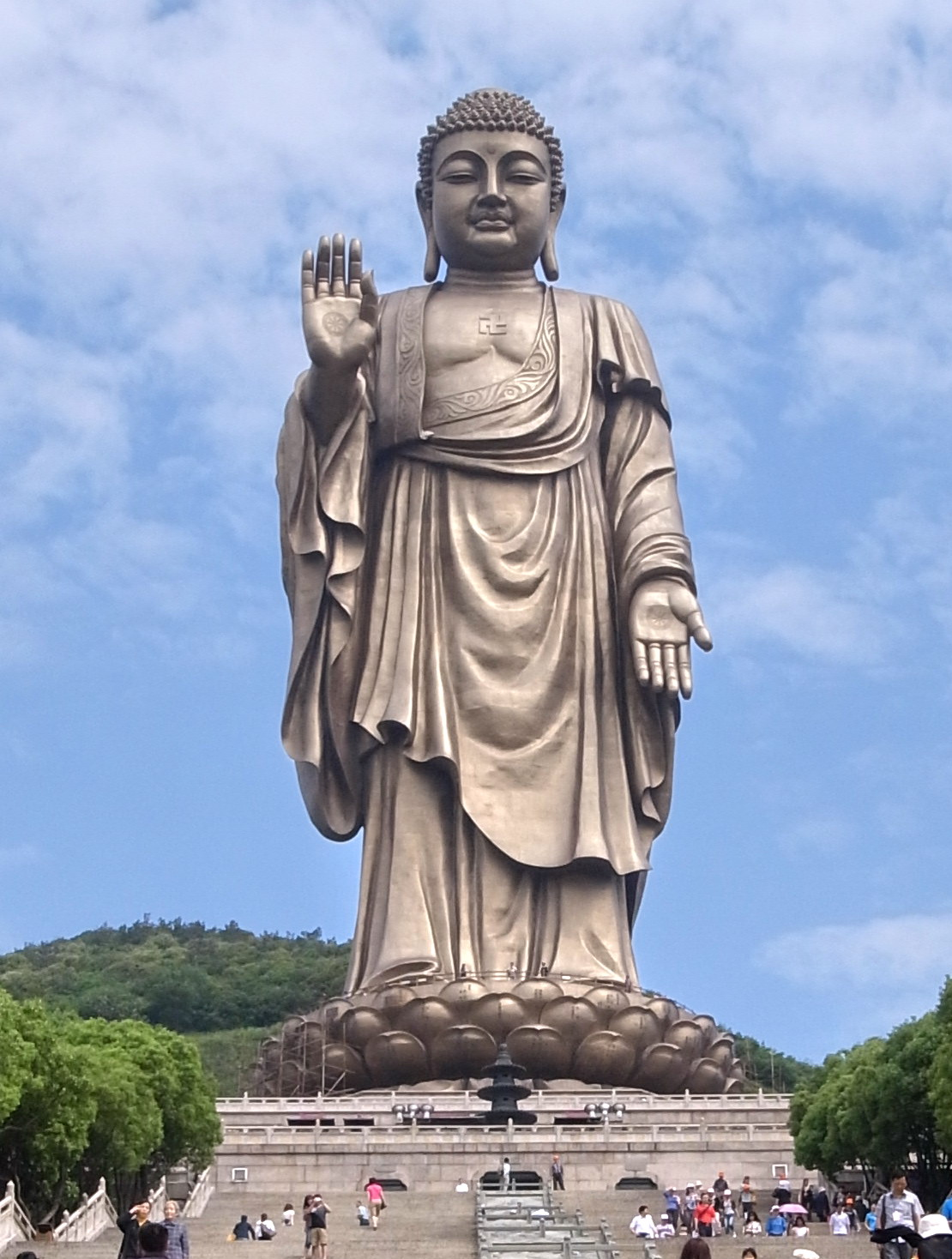
Статуя Будды в Уси

Среди главных достопримечательностей Уси:
- 88-метровая бронзовая статуя Будды в районе Биньху и расположенные вокруг неё «Дворец пяти знаков» и «Дворец Брахмы»[53].
- Парк Лиху в районе Биньху (славится гигантским колесом обозрения «Звезда Тайху», аттракционами, скульптурами, павильонами и природными ландшафтами)[54].
- Полуостров Юаньтоучжу («Черепашья голова») на берегу озера Тайху в районе Биньху (парковая зона славится своими мостами, павильонами, пагодами, скульптурами и цветением вишни; полуостров соединён туристическим паромом с островом Саньшань)[55][56].
- Парк Сихуэй в районе Биньху (парк в традиционном китайском стиле с красивыми пагодами и павильонами, соединён канатной дорогой с вершиной горы Хуэй).
- Лесной парк Хуэйшань в районе Биньху (славится горой Девяти драконов и тринадцатью природными источниками; на территории парка расположен зоопарк Уси).
- Зоопарк Уси и соседний парк развлечений являются популярной зоной досуга и образования (в зоопарке обитают азиатские слоны, белые носороги, жирафы, большие панды, малайские медведи, тигры, леопарды, шимпанзе и фламинго)[57].
- Городские парки Цзиньюань, Мэйюань, Лиюань.
- Выставочный парк культуры У.
- Великий канал Китая.
- Природный ландшафт Саньшань в окрестностях озера Тайху.
- Буддистский храм эпохи империи Тан в Линшане.
- Горный хребет Цзюлун.
- 518-метровый стеклянный мост в уезде Цзянъинь[58].

## Спорт

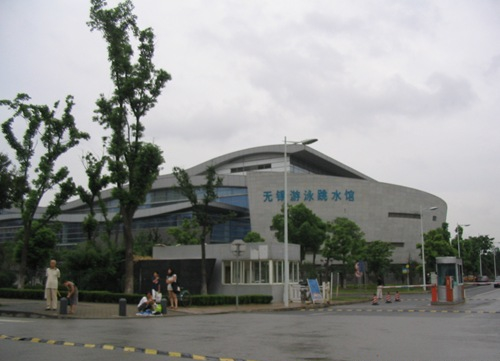
Водный стадион

В Уси расположены несколько спортивных комплексов мирового уровня, включая Спортивный центр Уси (Биньху), Спортивный центр университета Цзяннань (Биньху) и Спортивный парк Уси (Лянси). При Спортивном центре Уси работают стадион на 30 тыс. мест, спортивная школа, бассейн, многофункциональный спортивный зал, теннисные корты, боулинг-клуб и центральный фитнес-парк. В состав комплекса Спортивного парка Уси входят крытый бассейн, многофункциональный спортивный зал и поля для гейтбола. При Спортивном центре университета Цзяннань работают Водный стадион (нататориум) и многофункциональный спортивный зал.

## Криминал
Местные преступные группировки промышляют незаконным оборотом наркотиков, распространением порнографии через мобильные приложения, производством контрафактной продукции и продажей поддельных лекарств.

## Города-побратимы
- Акаси, Япония
- Гамильтон, Новая Зеландия
- Аламида, США
- Бохольт, Германия
- Кимхэ, Южная Корея
- Тэджон, Южная Корея
- Баллеруп, Дания
- Белу-Оризонти, Бразилия
- Ново-Место, Словения
- Ратинген, Германия

## Известные уроженцы
На территории современного Уси родились художник, каллиграф и поэт Ни Цзань (1301), путешественник и писатель Сюй Сякэ (1587), музыкант и композитор Лю Тяньхуа (1895), живописец и график Сюй Бэйхун (1895),  географ и демограф Ху Хуаньюн (1901), физик Чжоу Пэйюань (1902), живописец У Гуаньчжун (1919), экономист Чжоу Сяочуань (1948).

## Галерея

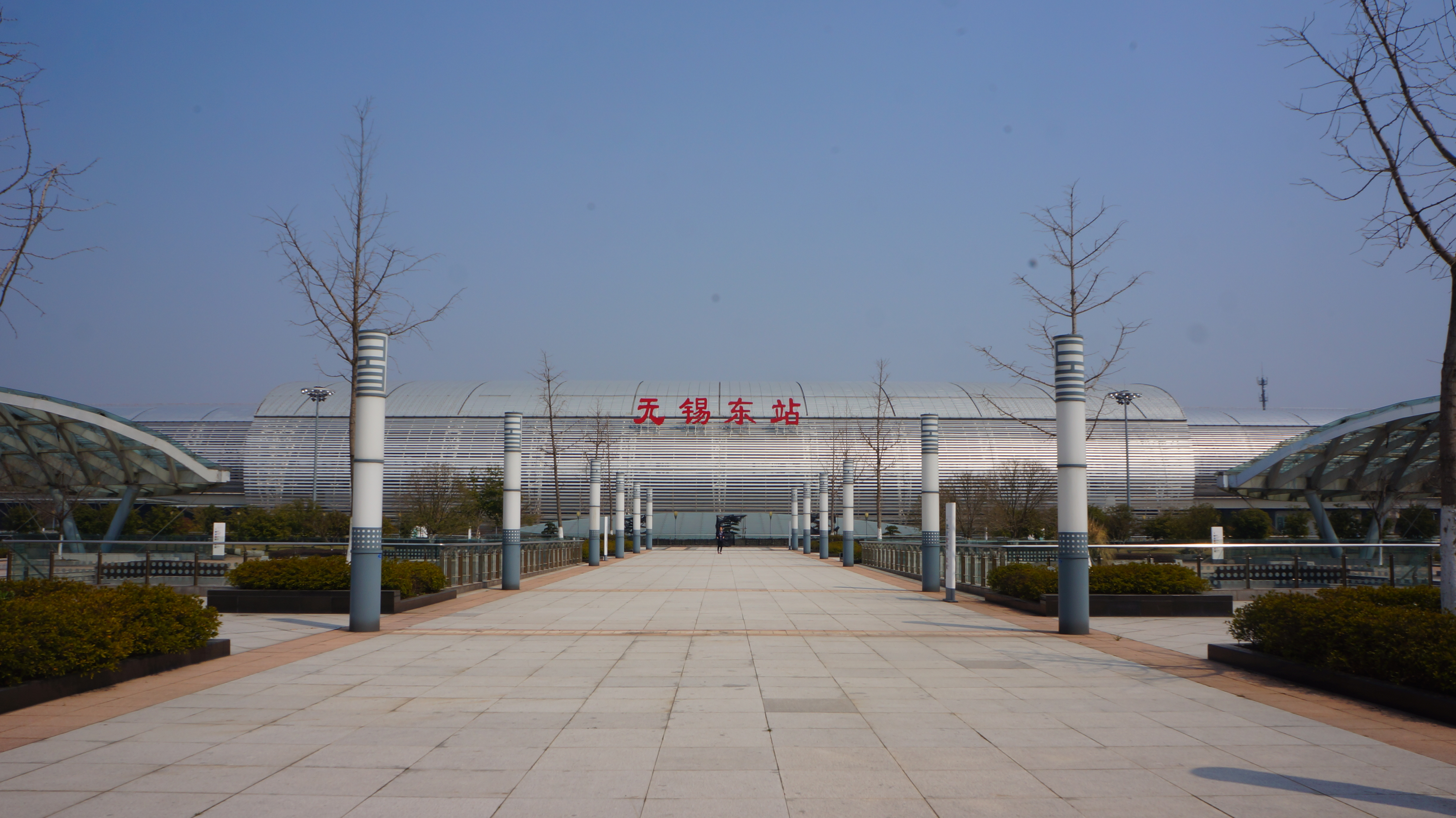
Вокзал Усидун
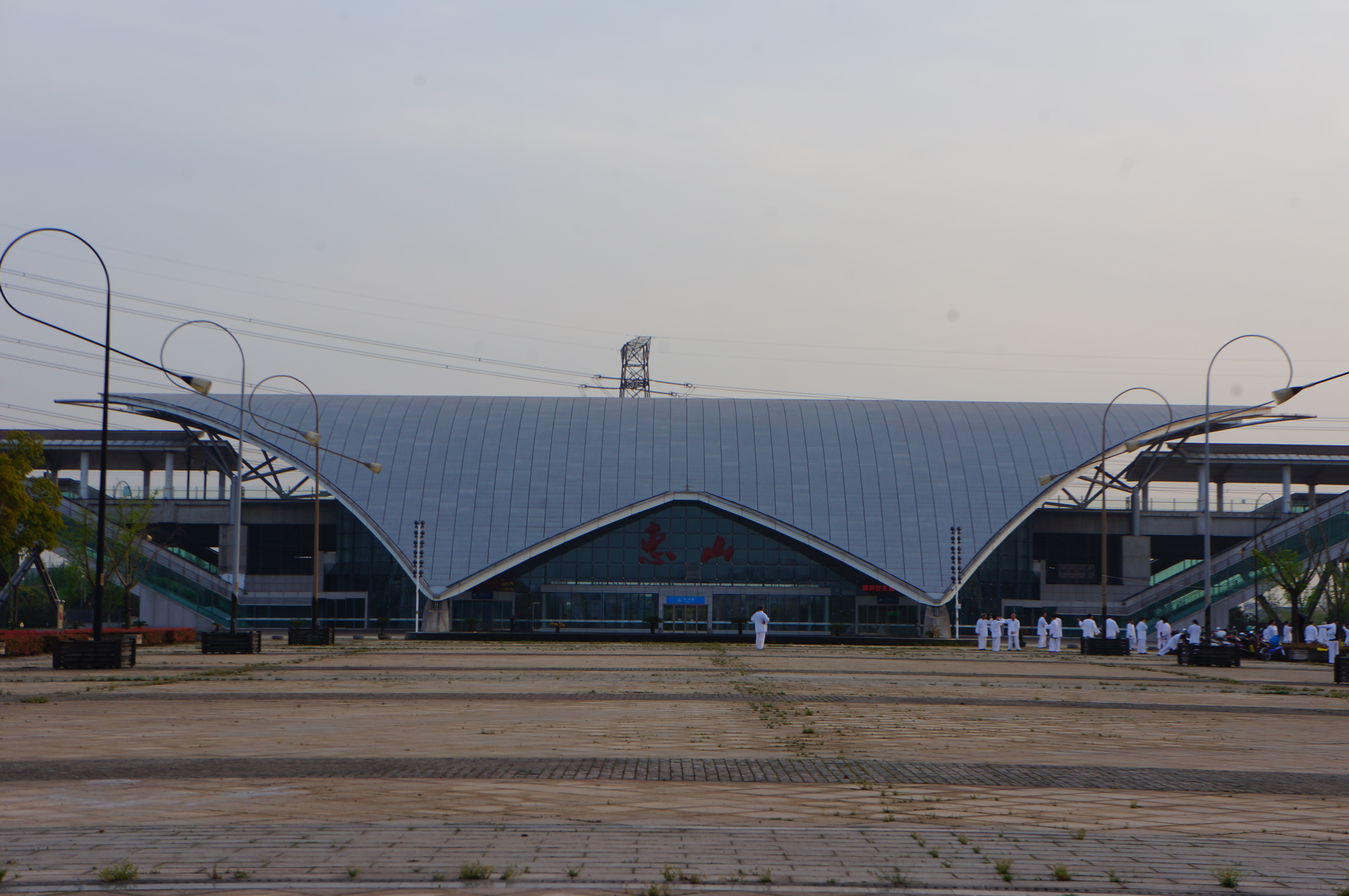
Вокзал Хуэйшань
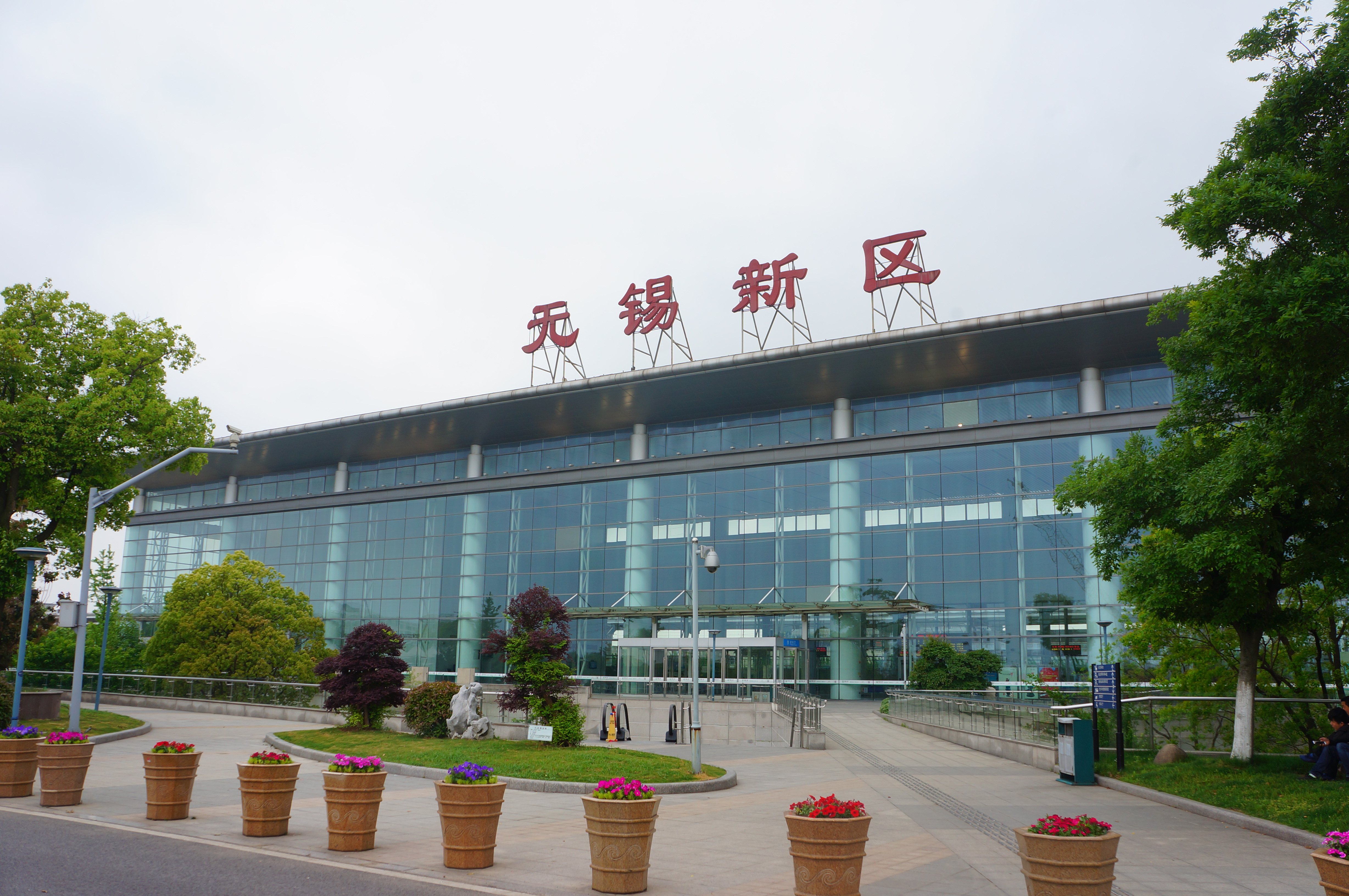
Вокзал Уси-Синьцю